# Avulze
Avulze znamená odtržení, vytržení některého anatomického útvaru. Jedná se o traumatický druh amputace, od vyražení zubu, přes avulzní poranění kůže či dalších částí těla.

## Odtržení kůže
Odstranění celé anatomické vrstvy např. skalpováním či sedřením.

## Vytržení míšních kořenů
Avulze – vytržení míšních kořenů pažní nervové pleteně (plexus brachialis, brachiální plexus) je nejsložitějším poraněním periferní nervové soustavy. V naprosté většině postihuje mladé muže, typicky ve věku 16–30 let, při motonehodě, vzácněji při autonehodách či pádu těžšího předmětu na rameno.
Pažní nervová pleteň je svazek nervů vznikající z tzv. míšních kořenů v úrovni 5. až 8. krčního segmentu (C5-C8) až po 1. hrudní segment (Th 1), který zajišťuje pohyb a citlivost celé horní končetiny. Poranění se zpravidla projeví nemožností pohybu některými nebo všemi svaly a ztrátou či změnou cítivosti v určitém úseku pokožky horní končetiny.
Nejčastěji poranění pažní pleteně vzniká trakčním mechanismem – tahem za nervy. K těmto postižením dochází nejčastěji při prudkém nárazu na rameno nebo tahem za horní končetinu. Typickým mechanismem úrazu je pád na motocyklu, méně často autonehoda. Velice často u těchto poranění dochází k vytržení nervových kořenů z oblast krční míchy. Nervy pažní pleteně mohou být ovšem poškozeny kdekoliv ve svém průběhu k horní končetině. Podle klinického nálezu rozlišujeme následující základní typy poranění pažní pleteně:
1. Horní typ – postižení v úrovni kořenů C5-6, porucha všech pohybů ramene a ohnutí lokte, přičemž je zachována hybnost ruky a prstů.
2. Střední typ – postižení v úrovni C7, porucha natažení paže v lokti, zápěstí i prstů. Samostatně se vyskytuje vzácně, většinou bývá v kombinaci s ostatními typy
3. Dolní typ – postižení v úrovni C8-Th1 – postižení všech pohybů ruky a prstů
4. Kompletní léze – kombinace všech předchozích, úplná obrna a necitlivost celé horní končetiny
Volba vhodného typu rekonstrukce nervu závisí od výsledků předoperačních vyšetření a od operačního nálezu:
1) jednotlivé nervy pleteně jsou utištěny v jizvě – provede se prosté uvolnění nervů z jizvy bez přerušení jejich kontinuity (exoneurolýza), předpokládá se následná spontánní reinervace
2) některý z nervů je přerušen – provede se jeho sešití, a to buď přímo, a nebo pomocí tzv. štěpu – tj. části nervu, který se použije k překlenutí defektu mezi pahýly poškozeného nervu (nejčastěji se používá n. suralis – kožní nerv běžící po zadní straně lýtka zodpovědný za citlivost malého okrsku kůže na vnější straně nártu)
3) v případě, že nervový kořen byl vytržen z míchy, je jeho primární rekonstrukce – tj. přišití k míše – nemožná. V úvahu připadají v tomto případě některé z následujících rekonstrukčních výkonů:
a) Neurotizace – pro rekonstrukci poškozeného nervu, který inervuje svaly důležité pro hybnost paže, lze použít jiný nerv, který nebyl poškozen a je funkčně málo důležitý. Jako dárci mohou být použity: a) nervy patřící k pažní pleteni: nervy inervující prsní svaly (nervi pectorales), dlouhý hrudní nerv (nervus thoracicus longus) nebo nerv inervující široký sval zádový (nervus thoracodorsalis) nebo b) nervy, které nepatří do vlastní pleteně: mezižeberní nervy (nervi intercostales), IX. hlavový nerv (nervus accesorius). Tyto nervy poté místo původního svalu inervují svaly jiné, tj. ty, které jsou v oblasti rekonstruovaného nervu. Pacient se musí při následné rehabilitaci naučit změnit naprogramované pohybové vzorce, tj. např. to, že „stahem“ prsního svalu způsobí ohnutí lokte. Časem se toto stane zcela automatickým a většině pacientů to nečiní žádné potíže.
b) End-to-side spojka – rekonstruovaný nerv se přišije na stranu jiného, normálně fungujícího nervu. Nervová vlákna se v místě spojení časem rozvětví, vrostou do postiženého nervu a obnoví jeho funkci. Tento způsob rekonstrukce je použit v případě, že nejsou k dispozici vhodné dárcovské nervy. Také zde je nutná dlouhodobá rehabilitace opět se změnou pohybových vzorců a naučení se ovládat postižené svaly jiným způsobem, něž tomu bylo před úrazem.
c) Oberlinova technika – využití části zdravého nervu(nejčastěji loketní nebo vřetenní nerv) pro napojení na poškozený nerv bez ztráty funkce použitého dárcovského nervu
Obecně při těchto úrazech platí, že cílem operace je, aby pacient byl schopen pohybů v rameni a ohýbání paže v lokti. To jsou totiž nejdůležitější pohyby na horní končetině, které zlepší soběstačnost pacienta. U poranění pažní pleteně má rekonstrukce nervů zabezpečujících pohyby ruky a prstů (dolní typ) doposud nedostatečné výsledky, po delší době už není návrat funkce vůbec možný – hlavním důvodem je příliš dlouhá dráha pro reinervaci od místa postižení nervu k cílovým svalům. Svaly se totiž po určité době nezvratně mění v nefunkční vazivovou tkáň.
Vlastní operace se provádí v celkové anestézii, řez je veden v podpažní jamce, případně i v nadklíčkové oblasti. Jedná se o velmi jemnou operaci, kdy se používá operační mikroskop a tzv. mikroinstrumentárium – velmi jemné operační nástroje a šicí materiál.
Pooperační péče
Po operaci nerv potřebuje k hojení klid. Končetina je znehybněna – a to minimálně po dobu 21 dnů od operace. Po uplynutí této doby se považuje spoj nervu již za dostatečně pevný a může se začít s rehabilitací. Svaly končetiny je nutné udržovat ve funkčním stavu, to znamená, že je nezbytně nutná pravidelná rehabilitace včetně elektrostimulací (elektrické impulzy vyvolávající záškuby svalu) denervovaných svalů, aby se zabránilo přeměně svalů v nefunkční vazivovou tkáň do doby, než k nim proroste rekonstruovaný nerv. Nerv roste rychlostí 1 mm za den, proto první známky reinervace lze očekávat nejdříve za několik měsíců – většinou jsou první známky zlepšení patrny cca po půl roce od operace.
V současné době je péče koncentrována celosvětově do center, v ČR je léčba prováděna na neurochirurgii ÚVN.
 Archivováno 4. 4. 2013 na Wayback Machine.